# Tom Ficcanaso
Tom Ficcanaso è un personaggio creato nel 1957 dal fumettista italiano Benito Jacovitti. La sua prima avventura, di trenta tavole in tutto, è pubblicata sul settimanale Il Giorno dei Ragazzi a cavallo tra il 1957 e il 1958.
Tom Ficcanaso è una trasposizione jacovittiana del giornalista-detective, ma non ha certo l'accortezza e la scaltrezza del reporter temerario: è infatti pasticcione e di solito ignaro dei rischi che corre. Ciononostante alla fine riesce sempre, con tanta fortuna, ad uscir fuori anche dalle situazioni più difficili.